# Tabuaço (freguesia)
A Freguesia de Tabuaço, com sede na vila que lhe dá o nome, é uma freguesia portuguesa do município de Tabuaço com 11,16 km² de área e 1535 habitantes (censo de 2021), tendo, por isso, uma densidade populacional de 137,5 hab./km².

## Demografia
A população registada nos censos foi:
| Distribuição da População por Grupos Etários | Distribuição da População por Grupos Etários | Distribuição da População por Grupos Etários | Distribuição da População por Grupos Etários | Distribuição da População por Grupos Etários |
| -------------------------------------------- | -------------------------------------------- | -------------------------------------------- | -------------------------------------------- | -------------------------------------------- |
| Ano                                          | 0-14 Anos                                    | 15-24 Anos                                   | 25-64 Anos                                   | > 65 Anos                                    |
| 2001                                         | 309                                          | 288                                          | 870                                          | 313                                          |
| 2011                                         | 262                                          | 190                                          | 1007                                         | 323                                          |
| 2021                                         | 177                                          | 164                                          | 808                                          | 386                                          |

## Património
- Pelourinho de Tabuaço